# Tanorus fallax
Tanorus fallax là một loài Trichoptera trong họ Hydrobiosidae. Chúng phân bố ở miền Australasia.